# Idées de France
Idées de France était un portail Web bilingue (français et anglais) créé en 2005 par Frédéric et Alain Le Diberder avec pour objectif la mise en valeur des débats d'idées français (politique, intellectuelle, artistique, etc.). La cible visée était l'ensemble des élites francophones  et francophiles internationales. Le projet avait été initialement porté par Serge Adda, Président de TV5 Monde de 2001 à 2004. 

## Historique
L'entreprise Idées de France est créée au printemps 2005 en tant que filiale de Canal France International rue Cognacq-Jay. La première version du portail est montrée à la conférence des ambassadeurs du ministère des Affaires étrangères en août 2005 et le site est mis en ligne en septembre.  
Arte et France 3 siègent au conseil d'administration. Le site est soutenu également par Radio France et Sciences Po. Mais en mai 2006, le portail est fermé à cause d'une non-reconduction du financement par le Parlement en raison de la couverture des émeutes de banlieue de novembre 2005 par le site. Le budget annuel du site était d'1,5 million d'euros.